# Tatsuya Kumagai
Tatsuya Kumagai (熊谷 達也 Kumagai Tatsuya?, nacido el 25 de septiembre de 1992 en Chiba) es un exfutbolista japonés. Jugaba de centrocampista y su único club fue el Blaublitz Akita de Japón.

## Trayectoria

### Clubes
| Club            | País  | Año         |
| --------------- | ----- | ----------- |
| Blaublitz Akita | Japón | 2015 - 2016 |

## Estadística de carrera

### J. League
| Club            | Año   | J. League | J. League | Copa J. League | Copa J. League | Total | Total |
| Club            | Año   | Part.     | Goles     | Part.          | Goles          | Part. | Goles |
| --------------- | ----- | --------- | --------- | -------------- | -------------- | ----- | ----- |
| Blaublitz Akita | 2015  | 34        | 3         | -              | -              | 34    | 3     |
| Blaublitz Akita | 2016  | 21        | 1         | -              | -              | 21    | 1     |
| Total           | Total | 55        | 4         | 0              | 0              | 55    | 4     |